# Чорний Віктор Миколайович
Чорний (Паніашвілі) Віктор Миколайович (1891, Телаві, Російська Імперія, тепер Республіка Грузія — розстріляний 5 листопада 1937, Москва) — залізничник, радянський господарський діяч, член ВКП(б), колишній член партії есерів, партії лівих есерів, начальник Олександрівської, Московсько-Київсько-Воронезької та Південних залізниць, ректор Московського інституту інженерів залізничного транспорту, член колегії Народного комісаріату шляхів сполучення, начальник НДІ шляху і будівництва Наркомату шляхів сполучення СРСР.

## Біографія
У 1917 р. — закінчив юридичний факультет Харківського університету. 
У 1921—1922 рр. — комісар Олександрівської залізниці.
Від 1923 р. — начальник Московсько-Київсько-Воронезької залізниці.
У 1927—1928 рр. — начальник Південних залізниць. 
Від липня 1928 р. — член колегії НКШС і за сумісництвом Ректор МііТу (1928—1930 рр.)
У 1930 р. — начальник Управління річкового транспорту НКШС СРСР.
У 1935 р. — начальник Центрального відділу підготовки кадрів НКШС СРСР. 
1 червня 1937 року — заарештовано органами НКВС.
5 листопада 1937 року необґрунтовано засуджений ВКВС СРСР. 
Репресований за обвинуваченням у керівництві антирадянською троцькістською диверсійно-терористичною організацією і шкідництві. Розстріляний 5 листопада 1937 року. Місце поховання — Москва, Донське кладовище.
Реабілітований посмертно ВКВС СРСР 16 червня 1956 р.

## Родина
Діти: Ігор Вікторович Чорний

## Нагороди та почесні звання
Нагороджений орденом Леніна № 636 (постанова ЦВК від 11 січня 1934) за будівництво автодороги Ніколаєвськ-на-Амурі—Уссурійськ.
Також нагороджений нагрудним знаком «Почесний залізничник» № 1192 і почесною грамотою Реввійськради Республіки.